# Ralpačän
Ralpačän (ཁྲི་རལ་པ་ཅན།; Tri Ralpačän) byl podle tradičního podání 41. tibetský král. Narodil se kolem roku 806, jeho otec byl Sänaleg, 40. král Tibetu. Měl ještě čtyři bratry; když Ralpačänův otec zemřel, měl se stát dalším králem nejstarší žijící Sänalegův syn Langdarma. Byl však nevybíravého a hrubého chování, proto ministři, kteří měli výběr korunovaci krále na starosti, raději zvolil za dalšího krále Ralpačäna.
Ralpačän byl velmi nakloněn buddhismu. Aktivně jej podporoval a šířil po Tibetské říši. Se svými dvěma předchůdci Songcän Gampou a Thisong Decänem je proto počítán mezi tzv. „dharma krále“ – panovníky, kteří, zavedli v Tibetu buddhismus. Za dob Ralpačäna bylo do tibetštiny přeloženo ze sanskrtu ohromné množství buddhistických textů. Ralpačän též uzavřel mírové dohody s Čínou.
Ve snaze o šíření buddhismu mezi lidmi a podporou mnichů král nařídil, aby lidé přispívali vlastními prostředky na mnichy v klášterech. Bylo to pravděpodobně první případ v Tibetu, kdy laická obec musela přispívat na udržování klášterů.
Ralpačän zemřel snad roku 838. Silné stranění buddhismu totiž nebylo milé pro-bönsky založeným ministrům, kteří krále zavraždili. Po jeho smrti se tibetského trůnu chopil jeho bratr Langdarma, během jehož doby docházelo k perzekuci mnichů a k silnému potlačování buddhismu.